# Joannes Scholten
Joannes Henricus Scholten (Zyfflich, 8 mei 1797 - Nijmegen, 7 april 1865) was een Nederlands geestelijke en missionaris van de Rooms-Katholieke Kerk.
Scholten studeerde in Keulen en aan het groot-seminarie in Warmond. Zijn priesterwijding vond plaats op 11 december 1822. In 1826 vertrok hij als missionaris naar Nederlands-Indië, waar hij werkzaam was als pastoor en aalmoezenier.
Op 10 september 1831 werd Scholten benoemd tot apostolisch prefect van Batavia als opvolger van Lambertus Prinsen, die om gezondheidsredenen zijn ontslag aangeboden had. Een bijzonder aandachtspunt bij zijn werk werd de bestrijding van de vrijmetselarij, waardoor hij in conflict kwam met het wereldlijk gezag.
Scholten verliet Nederlands-Indië op 3 februari 1842. Nadat hij in Rome verslag had uitgebracht van de missie-activiteiten, kreeg hij op 22 december 1842 eervol ontslag. De apostolische prefectuur van Batavia was inmiddels omgezet in een apostolisch vicariaat.
Scholten trad op 11 december 1843 in in het kruisherenklooster Sint Agatha in Cuijk, waar hij werkzaam was als lector in de godgeleerdheid. Hij schreef ook een aantal boeken over het missiewerk. In 1846 werd hij benoemd tot procurator der missie.